# Italiens Grand Prix 1950

Startfältet

Italiens Grand Prix 1950 var det sista av sju lopp ingående i formel 1-VM 1950. Detta var det första Grand Prix med världsmästarstatus som kördes i Italien. Nino Farina blev i och med sin seger den första världsmästaren någonsin i formel 1 .

## Resultat
- 1 Nino Farina, Alfa Romeo, 8 poäng
- 2 Dorino Serafini, Ferrari[5], 3
- = Alberto Ascari, Ferrari[5], 3
- 3 Luigi Fagioli, Alfa Romeo, 4
- 4 Louis Rosier, Ecurie Rosier (Talbot-Lago-Talbot), 3
- 5 Philippe Étancelin, Philippe Étancelin (Talbot-Lago-Talbot), 2
- 6 Emmanuel de Graffenried, Enrico Platé (Maserati)
- 7 Peter Whitehead, Peter Whitehead (Ferrari)

### Förare som bröt loppet
- David Murray, Scuderia Ambrosiana (Maserati) (varv 56, växellåda)
- Cuth Harrison, Cuth Harrison (ERA) (51, kylare)
- Raymond Sommer, Raymond Sommer (Talbot-Lago-Talbot) (48, växellåda)
- Guy Mairesse, Guy Mairesse (Talbot-Lago-Talbot) (42, oljerör)
- Franco Rol, Maserati (39, avbröt)
- Piero Taruffi, Alfa Romeo[6]
- Juan Manuel Fangio, Alfa Romeo[6] (34, motor)
- Pierre Levegh, Pierre Levegh (Talbot-Lago-Talbot) (29, växellåda)
- Juan Manuel Fangio, Alfa Romeo[7] (23, växellåda)
- Johnny Claes, Ecurie Belge (Talbot-Lago-Talbot) (22, överhettning)
- Alberto Ascari, Ferrari[8] (21, motor)
- Clemente Biondetti, Clemente Biondetti (Ferrari-Jaguar) (17, motor)
- Henri Louveau, Ecurie Rosier (Talbot-Lago-Talbot) (16, bromsar)
- Franco Comotti, Milano (Maserati-Milano) (15, avbröt)
- Maurice Trintignant, Gordini (Simca-Gordini) (13, vattenrör)
- Louis Chiron, Maserati (13, oljetryck)
- Consalvo Sanesi, Alfa Romeo (11 motor)
- Robert Manzon, Gordini (Simca-Gordini) (7, transmission)
- Prince Bira, Enrico Platé (Maserati) (1, motor)
- Paul Pietsch, Paul Pietsch (Maserati) (0, motor)

### Förare som ej startade
- Felice Bonetto, Milano (Milano-Speluzzi)